# توقيع إلكتروني
التوقيع الإلكتروني هو بيانات ترتبط الكترونيا ببيانات أخرى بشكل منطقي ويستخدمها الموقع للتوقيع ويحمل هذا التوقيع نفس الصفة القانونية للتوقيع اليدوي فيمكن أن يكون بسيط مثل الأسم الذي يتم ادخاله في مستند الكتروني
و التوقيع الألكتروني يختلف عن التوقيع الرقمي. الغرض من التوقيع الألكتروني توفير طريقة تعريف آمنة وموثوقة للموقع لأجراء معاملته بشكل سلس.
التوقيعات الرقمية هي آلية تشفير غالباً ما تستخدم لتنفيذ التوقيعات الألكترونية.

## الشروط
1. أن يحدد الموقع توقيعه بشكل متميز وليس له شبيه
2. يجب أن يكون للموقع حق التحكم في المفتاح الخاص الذي تم استخدامه  لإنشاء التوقيع الألكتروني.
3. يجب أن يكون التوقيع قادراً على تحديد ما إذا تم التلاعب بالبيانات المصاحبة له بعد توقيع الرسالة
4. في حالة تغيير البيانات المصاحبة يجب الغاء صلاحية التوقيع.

يمكن إنشاء التوقيعات الألكترونية بمستويات متزايدة من الأمان، لكل منها مجموعة خاصة به من المتطلبات ووسائل الأنشاء على مستويات مختلفة تثبت صحة التوقيع.
لتوفير قيمة اثباتيه اقوى من التوقيع الألكتروني الذي تم الحديث عنه سابقاً، قدمت بعض البلدان مثل الاتحاد الأوروبي أو سويسرا ما يسمى «بالتوقيع الألكتروني المؤهل»

## الميزات
- صعوبة الطعن فيه
- غير قابل للرفض
- من الناحية الفنية يتم تنفيذ التوقيع الكتروني مؤهل من خلال توقيع الكتروني سابق يستخدم شهادة رقمية تم تشفيرها من خلال جهاز إنشاء توقيع الأمان وللتصديق عليه من قبل مزود خدمة موثوق مؤهل

## في قانون العقود
المرحلة الأولى
قبل بدء الحرب الأهلية الأمريكية عام 1861 تم استخدام شيفرة مورس لإرسال الرسائل كهربائياً عن طريق التلغراف، بعض هذه الرسائل كانت مجرد اتفاقات لشروط يمكن العمل فيها ثم جاء القبول بإنفاذ رسائل التلغراف كتوقيعات إلكترونية من المحكمة العليا في نيو هامبشاير عام 1869.
المرحلة الثانية
في الثمانينيات بدأت الشركات وحتى بعض الأفراد باستخدام أجهزة الفاكس يكون فيها التوقيع الأصلي على المستند الورقي ثم نقله مصور إلكترونياً.
و المرحلة الثالة
دخول التوقيعات الألكترونية عالم الأنترنت بحيث تشمل اتفاقات مبرمه عبر البريد الألكتروني وادخال رقم التعريف في ماكينة الصراف الآلي وتوقيع قسيمة الأئتمان والخصم باستخدام جهاز لوحة القلم الرقمي وتوقيع المستندات الألكترونية عبر الأنترنت.
كان أول اتفاق تم التوقيع عليه الكترونياً من قبل الولايات المتحدة وايرلندا عام 1988 لتعزيز التجارة الألكترونية.

## التنفيذ
في عام 1996 نشرت الأمم المتحدة قانون الاونيسترال الذي يخص التجارة الألكترونية وكان له أثر كبير في تطوير قوانين التوقيعات الألكترونية حول العالم
حيث في عام 2001 اختتمت الأونيسترال العمل بشأن نص مخصص للتوقيعات الالكترونية
نصت المادة "9" من اتفاقية الأمم المتحدة بشأن استخدام الخطابات الألكترونية بالعقود الدولية والاعتراف بالتوقيعات الألكترونية كتوقيعات متكافئة مع التوقيعات اليدوية.
و عرف القانون الكندي التوقيع الألكتروني على أنه توقيع يتكون من حرف أو أكثر أو رمز في شكل رقمي مضمنه في مستند الكتروني.
و عرف التوقيع الاكتروني الآمن بأنه توقيع الكتروني بخصائص محددة تعمل في قانون حماية المعلومات الشخصية والوثائق الإلكترونية على تحسين التعريف باعتباره توقيع رقمي يتم تطبيقه والتحقق منه بطريقة محددة.
أما عن موقف الأتحاد الأوروبي من التوقيع الألكتروني
أصدر البرلمان الأوروبي والمجلس الأوروبي في عام 2014 لائحة التعريف الألكتروني والمصادقة وخدمات الثقة من ضمنها لا يمنع استخدام التوقيع الألكتروني كدليل في الأجراءات القانونية بشرط ان يصل إلى قيمة اثباتية عُليا عند تحسينها إلى مستوى التوقيع الألكتروني المؤهل.
عرف قانون الولايات المتحدة التوقيع الألكتروني بأنه صوت أو رمز أو عملية إلكترونية مرتبطة منطقياً بعقد أو سجل آخر ويتم تنفيذه أو اعتماده من قبل شخص اخر بقصد التوقيع على السجل

## التعاريف القانونية
القانون الفيدرالي الكندي
أ.خاص بالشخص الموقع.
ب.الشخص الموقع هو المسؤول عن العملية المستخدمة في التوقيع.
ج. استخدام التكنولوجيا أو العملية لتحديد الشخص الموقع
د. يمكن ربط التوقيع الإلكتروني بمستند الكتروني لتحديد فيما إذا تم تغيير المستند.
  القانون الفيدرالي الأمريكي
يعرف إلكترونياً بأنه تقنيات ذات القدرات الكهربائية أو رقمية أو مغناطيسية أو كهرومغناطيسية أو لاسلكية أو بصرية
يعرف السجل الألكتروني بأنه عقد أو سجل تم انشاءه أو إرساله أو توصيله أو استلامه أو تخزينة بوسائل مختلفة
يعرف الوكيل الأكتروني بأنه برنامج حاسوب أو وسيلة إلكترونية أو آلية أخرى بشكل مستقل لبدء إجراء أو الرد على السجلات أو العروض الألكترونية كلياً أو جزئياً دون مراجعة أو إجراء من قبل الفرد.
و ينص القانون على
أ.ان التوقيع الألكتروني يصدق على شخص معين كمصدر للرسالة الألكترونية
ب.يشير إلى موافقة هذا الشخص على المعلومات الواردة في الرسالة الألكترونية
الأحتياطي الفيدرالي «اللوائح الفيدرالية الأمريكية»
يشير إلى قانون
أ.لجنة تداول عقود السلع الآجلة عرفت التوقيع الألكتروني صوت أو رمو أو عملية إلكترونية مرتبطة بسجل أو مقترنه به منطقياً ويتم اعتماده من قبل شخص بغرض التوقيع على السجل.
ب.إدارة الغذاء والدواء عرفت التوقيع الإلكتروني بانه عملية تجميع بيانات الحاسوب لأي رمز أو سلسلة من الرموز التي يتم تنفيذها أو اعتمادها من قبل فرد ليكون معادل قانونياً للتوقيع المكتوب بخط اليد.
ج. مكتب الولايات المتحدة للبراءات والعلامات التجارية عرف التوقيع الألكتروني بأنه توقيع يتم إدراجه بين علامات الخط المائل ويحب ان يكون محدد بشكل معقول بما فيه الكفاية بحيث يمكن التعرف على هوية الموقع بسهولة.